# Erateina obtusa
Erateina obtusa là một loài bướm đêm trong họ Geometridae.